# سيسيل أوبراين
سيسيل أوبراين(1 أبريل 1887-18 يونيو 1931) هي من الطيارين الرائديين في أيرلندا. ومن بين ثلاث سيدات تسابقن وسجلن في سجلات أوروبا وأفريقيا في العشرينيات. وثاني امرأة في بريطانيا أوأيرلندا تحصل على رخصة الطيارين التجاريين. وأول امرأة في بريطانيا أو أيرلندا تدير خدمة سيارات الأجرة الجوية.

## حياتها
ولدت سيسيل في انجلترا، وكان والدها من الذين قاتلوا في الحرب العالمية الأولى. ووالدتها غوندريردي أنيت تيريزا دي ترافورد من لانكشاير.
ترعرعت سيسيل في دبلن ولندن وكورك. كانت قلعة لوهورت في مالو، واحدة من المنازل العائلية الخاصة بها وأحرقت في عام 1921.كانت سيسيل تعيش هناك في عام 1911.
وكانت سيسيل معروفة في البداية بأنها صيادة ولاعبة تنس. وعضوا في نادي الطائرات الخفيفة في لندن. حصلت على رخصة الطيارين التجاريين في عام 1927 وكانت ثاني امرأة في أيرلندا والمملكة المتحدة تقوم بذلك. فازت بالسباق الجوي الأول للمرأة -أوريكس أوكس في عام 1926. وصلت سجل الارتفاع البريطاني مع السيدة هيث عام 1928. في 20 أكتوبر 1928 فقدت ساقها في حادث بالقرب من ملعب للجولف في ميدلسكس. سحقت ساقها في الحادث وكان لابد من بترها. كانت سيسيل متحمسة للطيران، وكتابة عدد من المقالات وتنظيم المسيرات الجوية مثل مسيرة مايو 1929 في جلينيجلز.
وواصلت مسيرة الطيران باستخدام ساق اصطناعية.عملت نيابة عن الدوري الجوي للإمبراطورية البريطانية وكانت واحدة من مؤسسين اثنين من جمعية اسعاف الطيران في إنجلترا.لكنها قتلت في عام 1931 عندما تحطمت طائرتها فور اقلاعها في هاتفيلد، هيرتفوردشاير. كان مالكها المشارك، إنيد جالين في الطائرة وتوفي أيضا في الحادث نفسه.